# Ласкин, Лили
Лили Ласкин (фр. Lily Laskine; 31 августа 1893, Париж — 4 января 1988, там же) — французская арфистка . 
Жена скрипача Ролана Шарми (с 1938 года).
Окончила Парижскую консерваторию. С 1910 года играла на арфе в оркестре Парижской Оперы, в 1934 году вошла в штат Национального оркестра французского радиовещания (ныне Национальный оркестр Франции). Более 30 лет играла также в оркестре Комеди Франсез.
В 1950-е годы широко концертировала с сольными и камерными программами; особенную известность получили её совместные выступления с флейтистом Жаном Пьером Рампалем и, в частности, осуществлённая ими вместе с оркестром Жана Франсуа Пайяра запись Концерта для флейты и арфы с оркестром Моцарта.
Лили Ласкин также преподавала в Парижской консерватории (1948—1958).
К столетию Ласкин в 1993 году был учреждён международный конкурс арфистов её имени.